# Église Saint-Vincent de Brézé
Pour les églises ayant le même vocable, voir Église Saint-Vincent.
L'église Saint-Vincent est une église située à Brézé, en France.

## Localisation
L'église est située dans le département français de Maine-et-Loire, sur la commune de Brézé.

## Historique
L'édifice est inscrit au titre des monuments historiques en 2007.